# Handbook of Texas
Handbook of Texas és una enciclopèdia de Texas, als Estats Units. Handbook of Texas és un projecte del Texas State Historical Association (THSA), una organització sense ànim de lucre. Té molts articles sobre la història, personatges, cultura i localitats de Texas. El TSHA va obrir el Handbook of Texas online el 15 de febrer de 1999.